# Allomyia delicatula
Allomyia delicatula là một loài Trichoptera trong họ Apataniidae. Chúng phân bố ở miền Cổ bắc.